# Château-Voué
Château-Voué település Franciaországban, Moselle megyében. Lakosainak száma 106 fő (2022. január 1.). Château-Voué Burlioncourt, Conthil, Haboudange, Hampont, Haraucourt-sur-Seille, Obreck, Saint-Médard, Sotzeling és Wuisse községekkel határos.

## Népesség
A település népességének változása:
| Lakosok száma | 97   | 93   | 76   | 111  | 123  | 114  | 101  | 96   | 93   | 106  |
|               | 1968 | 1982 | 1990 | 2006 | 2013 | 2015 | 2017 | 2019 | 2020 | 2022 |